# Khorumi

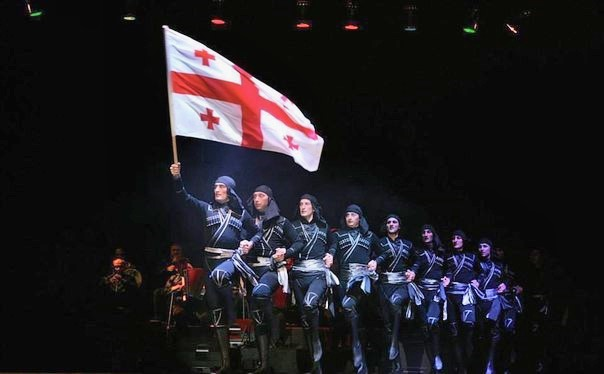
Danse khorumi interprétée par le Ballet national géorgien Sukhishvili

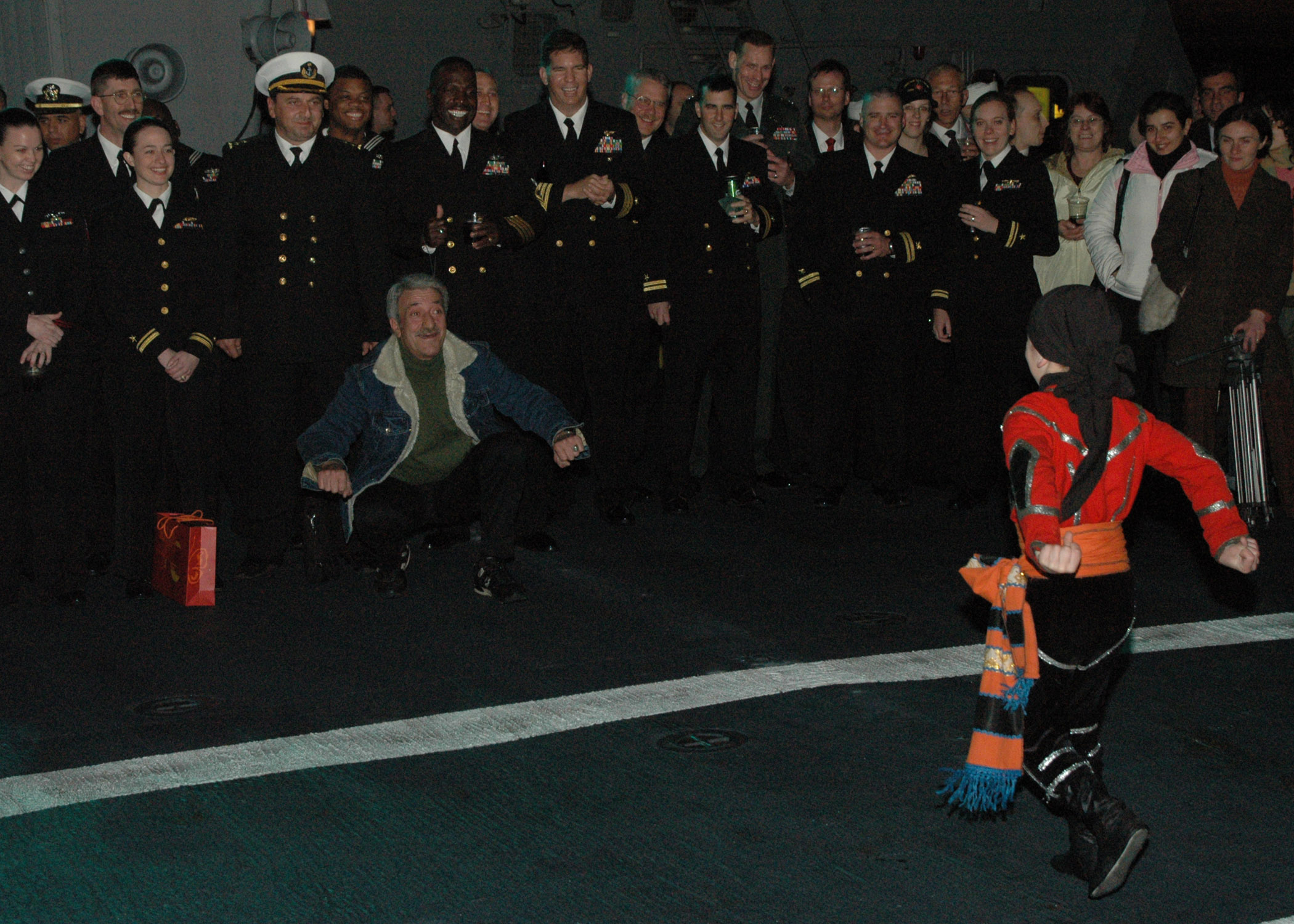
Des marins regardent une danseuse géorgienne exécuter une danse khorumi

Le khorumi (géorgien : ხორუმი) est une danse de guerre originaire des régions de Gourie et d'Adjarie, situées dans le sud-ouest de la Géorgie. À l'origine, la danse était exécutée par seulement quelques hommes. Cependant, au fil du temps, cette danse a pris de l'ampleur et s'est développée. Dans la version actuelle du khorumi, trente ou quarante danseurs peuvent participer. La danse a été inscrite sur la liste du patrimoine culturel immatériel de la Géorgie en 2013,.
Même si le nombre d'interprètes a évolué, le contenu de la danse reste le même. La danse fait revivre l'armée géorgienne des siècles passés. Quelques hommes qui parcourent la zone à la recherche d'un campement et de campements ennemis exécutent le « prélude » initial de la danse. Ensuite, ils appellent l'armée sur le champ de bataille. La sortie de l'armée est assez époustouflante. Sa force, ses mouvements simples mais distinctifs et la précision de ses lignes créent un sentiment d'émerveillement sur scène. La danse intègre les thèmes de la recherche, de la guerre et de la célébration de la victoire ainsi que du courage et de la gloire des soldats géorgiens. Puisque la Géorgie a connu de nombreuses guerres au cours de son histoire, le khorumi est un appel du passé et nous rappelle que pour avoir la paix, nous devons être prêts à la guerre.

## Caractéristiques musicales
Contrairement à la plupart des danses traditionnelles géorgiennes, qui sont généralement accompagnées de chants polyphoniques et d'applaudissements, le khorumi est traditionnellement accompagné d'instruments et n'est pas accompagné d'applaudissements. Le tambour (doli) et la cornemuse (chiboni) sont deux instruments clés pour accompagner le khorumi. Un autre élément unique du khorumi est qu'il a un rythme spécifique, basé sur cinq temps.